# Thomas Enevoldsen
Thomas Enevoldsen, né le 27 juillet 1987 à Aalborg, est un footballeur international danois. Il joue au poste de milieu de terrain au Hobro IK, en prêt du Orange County SC.

## Biographie

### En club
Thomas est un joueur formé au club de l'Aalborg BK. 
En 2008, après avoir passé les tours de qualifications, il découvre la Ligue des champions le 17 septembre 2008 contre le Celtic Glasgow en étant titulaire. Lors du troisième match de poule il marque contre le Villarreal CF mais son équipe s'incline 3-6.

### En sélection
Thomas est appelé pour la première fois en équipe du Danemark le 14 octobre 2009 lors d'une rencontre face à l'équipe de Hongrie comptant pour les éliminatoires du mondial 2010 soldée par une défaite 1-0. 
En 2010, il fait partie des 23 joueurs sélectionnés par Morten Olsen pour la Coupe du monde de football 2010. Il réalise de très beaux matches de préparation et inscrit même son premier but international en mai 2010 contre le Sénégal. Cette réussite lui permet de faire partie des titulaires danois pour le premier match de la compétition face aux Pays-Bas.

## Palmarès
- Avec  l'Aalborg BK :
  - Champion du Danemark en 2008